# Meiacanthus limbatus
Meiacanthus limbatus es una especie de pez de la familia Blenniidae en el orden de los Perciformes.

## Morfología
• Los machos pueden llegar alcanzar los 3,7 cm de longitud total.

## Reproducción
Es ovíparo.

## Hábitat
Es un pez de mar y de clima tropical que vive entre 35-41 m de profundidad.

## Distribución geográfica
Es un endemismo de Papúa Nueva Guinea.